# 洛瑟山
47°39′39″N 13°46′16″E / 47.66083°N 13.77111°E

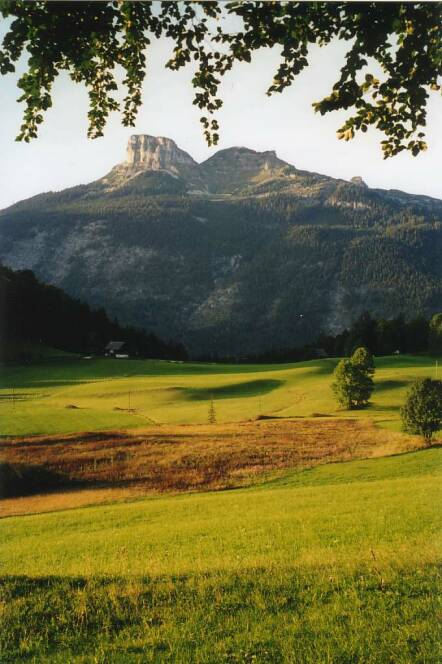

洛瑟山（德語：Loser），是奧地利的山峰，位於該國中部，由施泰爾馬克州負責管轄，屬於托特斯山脈的一部分，海拔高度1,837米，每年平均降雨量1,801毫米。